# Голокупник дубовий
Голокупник дубовий, голокучник дубовий (Gymnocarpium dryopteris (L.) Newman) — багаторічна трав'яниста рослина родини міхурницеві (Cystopteridaceae), яка заввишки до близько 40 см і має довге, тонке кореневище.

## Опис
Листя до 42 см (включаючи червонувату ніжку), листова пластина від жовтаво- до середньо-зеленої, не залозиста. Має тонкі (1–2 мм), горизонтальні, довгі кореневища. Спори 34–39 мкм. Хромосом: 2n = 160.

## Поширення
Азія: Китай; Японія; Росія — Східна Сибір, Європейська частина; Туреччина. Кавказ: Грузія. Європа: Білорусь; Естонія; Латвія; Литва; Молдова; Україна; Австрія; Бельгія; Чехія; Німеччина; Угорщина; Нідерланди; Польща; Словаччина; Швейцарія; Данія; Фінляндія; Ісландія; Ірландія; Норвегія; Швеція; Об'єднане Королівство; Албанія; Боснія і Герцеговина; Болгарія; Хорватія; Греція; Італія; Македонія; Чорногорія; Румунія; Сербія; Франція; Іспанія. Північна Америка: Гренландія; Канада; США. Також культивується. Середовище проживання: вологі ліси й тінисті скелі, береги та яри, часто росте в більш-менш кислому багатому перегноєм ґрунті.

## Галерея

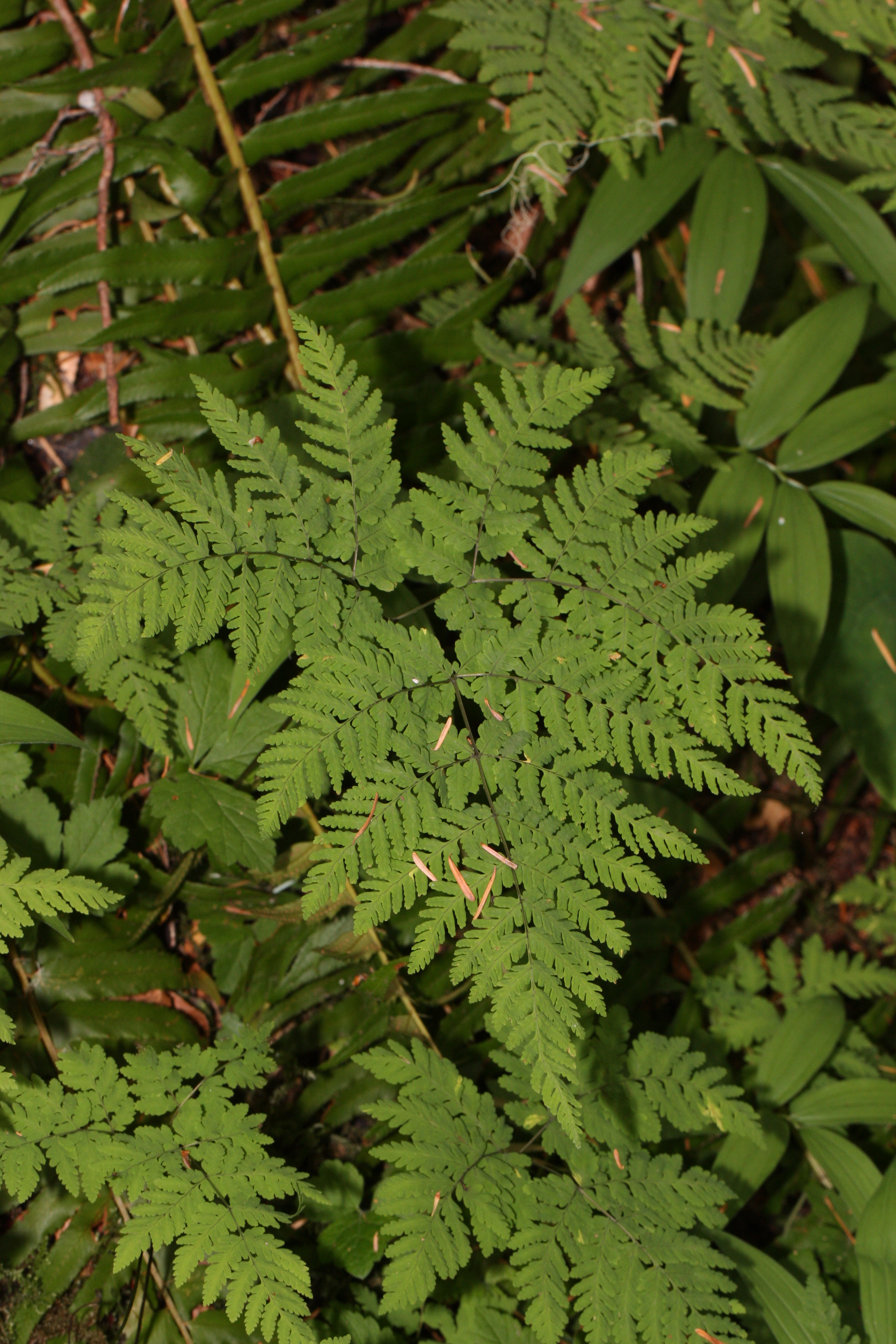
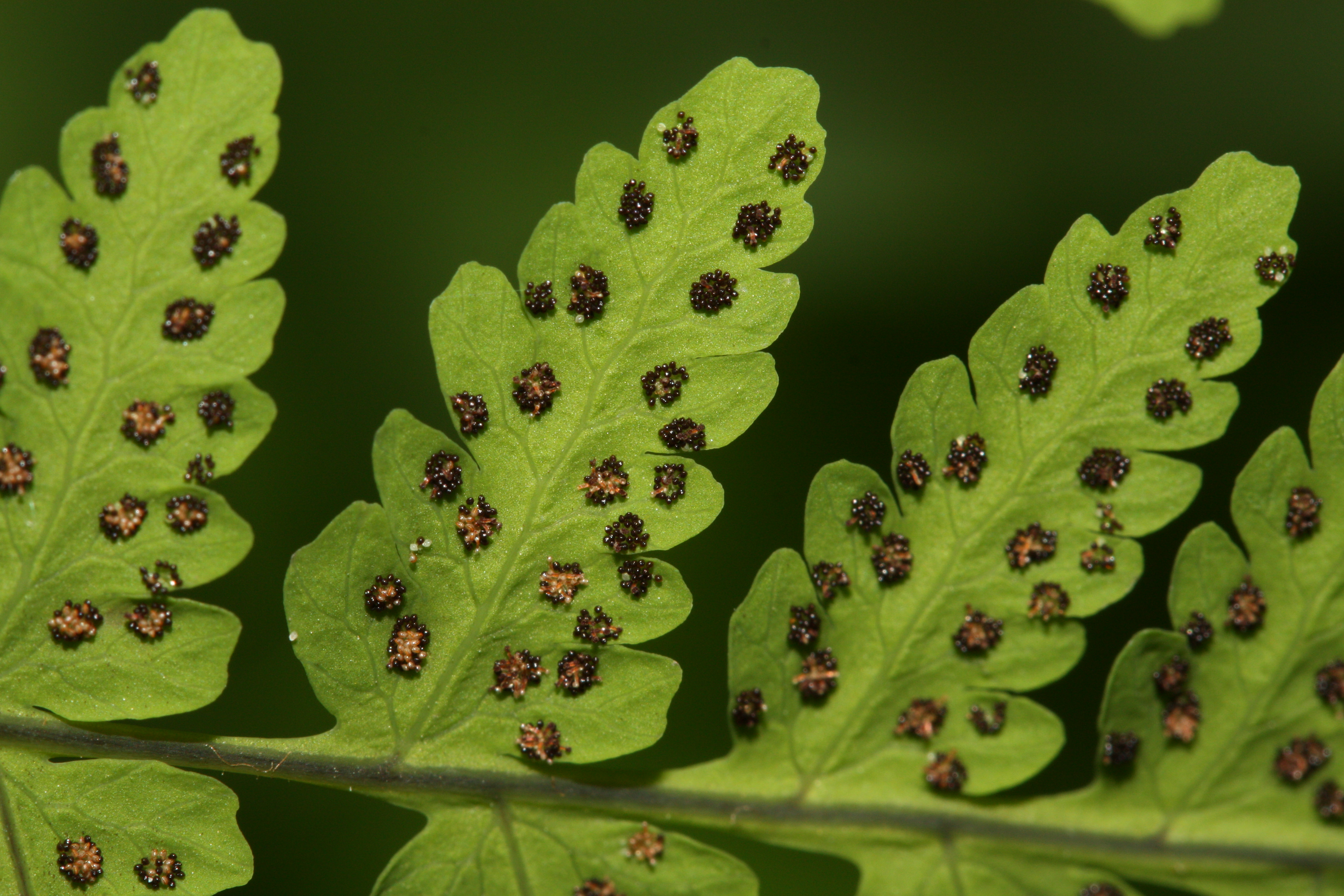
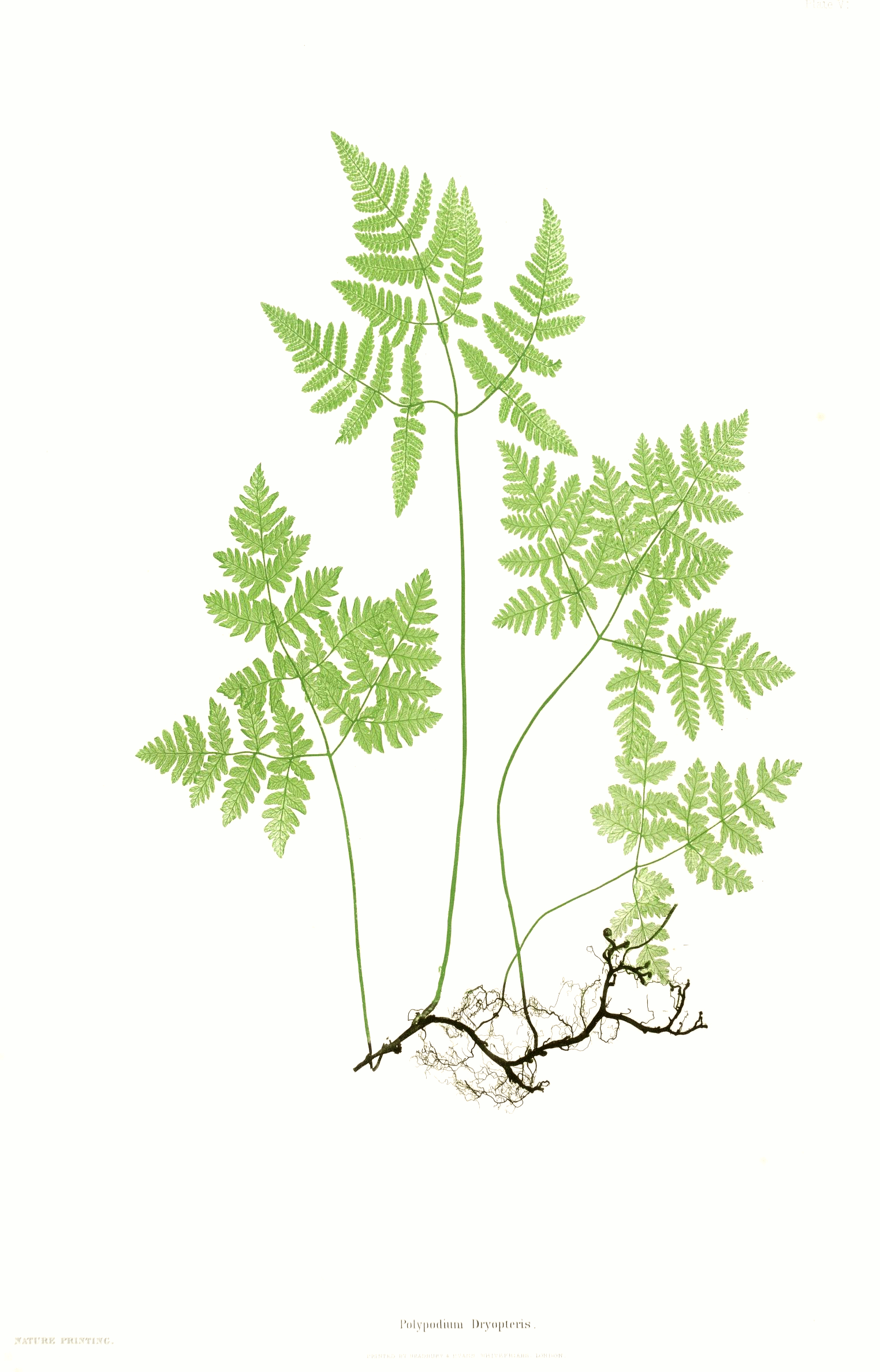